# Stalacpipe Organ

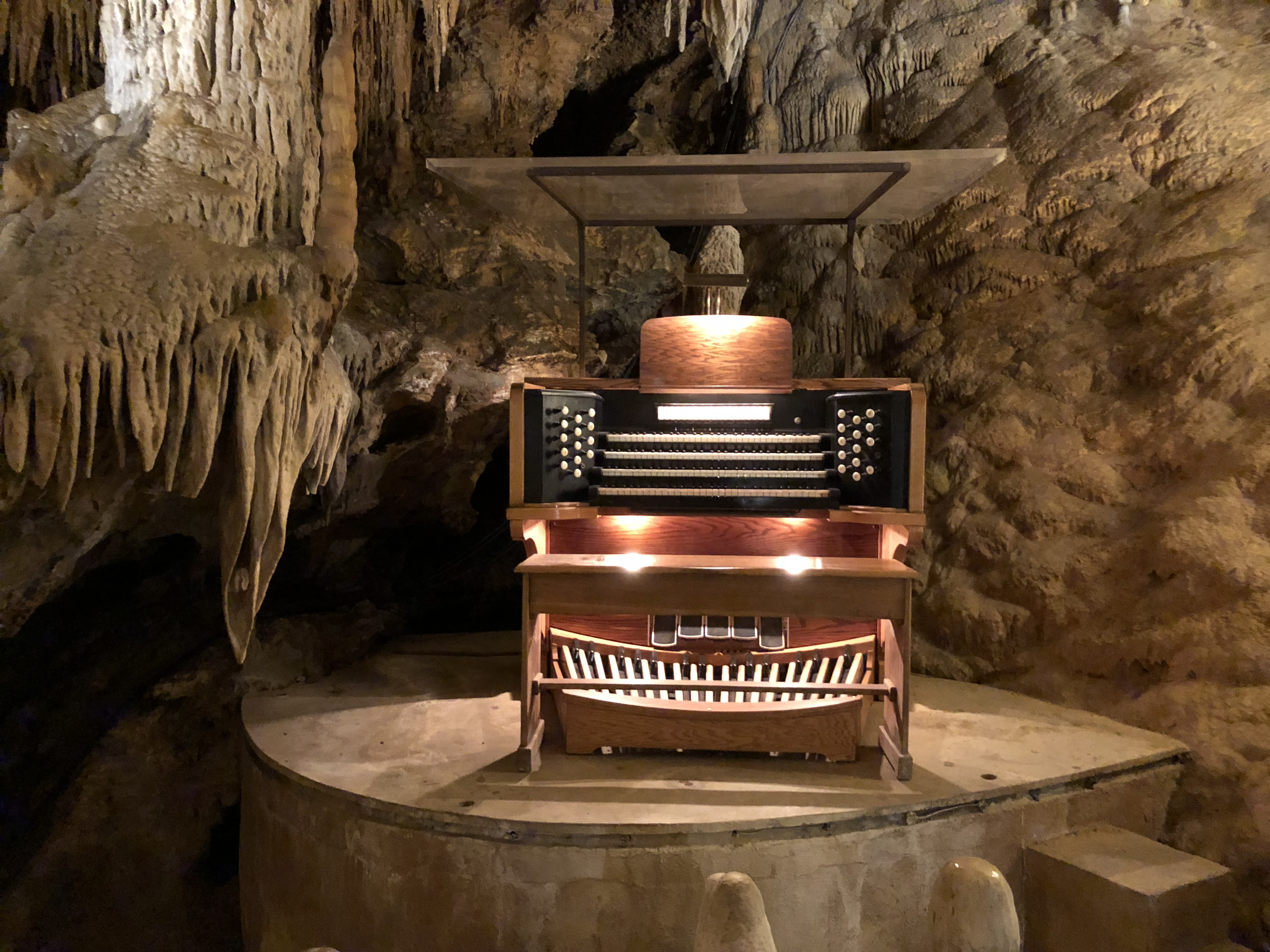
Foto Del Great Stalacpipe Organ

El Great Stalacpipe Organ es un litófono accionado eléctricamente ubicado en Luray Caverns, Virginia, EE. UU. Es operado por una consola personalizada que produce el golpeteo de estalactitas antiguas de diferentes tamaños con mazos de goma accionados por solenoide para producir tonos. El nombre del instrumento se deriva de la semejanza de las treinta y siete estalactitas formadas naturalmente seleccionadas con las tuberías de un órgano de tubos tradicional junto con su consola de teclado estilo órgano personalizado. Fue diseñado e implementado en 1956 durante tres años por Leland W. Sprinkle dentro de las   cavernas se Luray cerca del parque nacional Shenandoah en Virginia, EE. UU.

## Historia
Se conocen dos relatos de la concepción del instrumento por parte de Sprinkle. Desde el descubrimiento de las Cavernas de Luray en 1878 en adelante, los atributos favorables de las formaciones para la creación de tonos musicales eran bien conocidos. Una de las primeras referencias a interpretaciones de música litófona en Luray Caverns proviene de la gira dirigida por el codescubridor Andrew Campbell para un grupo enviado por la Institución Smithsonian en 1880. Según un resumen del informe incorporado en las primeras guías impresas de Luray Cavernas, Campbell sorprendió al grupo tocando una melodía en una formación, probablemente la que llegó a conocerse como el Órgano. A principios del siglo XX, las presentaciones de melodías populares, himnos y otras piezas conocidas eran una parte habitual de las visitas guiadas. Según la visita guiada moderna, se dice que Sprinkle concibió la idea del Gran Órgano Stalacpipe durante una de estas actuaciones cuando recorrió las Cavernas Luray en el cumpleaños de su hijo en 1954. Una variación de la historia de la concepción del instrumento es que el hijo de Sprinkle, Robert, se golpeó la cabeza con una estalactita, produciendo un tono que inspiró a Sprinkle a inventar el instrumento. Este relato es el publicado en un artículo de la revista Meccano Magazine de 1961 y en un artículo del Rosacruz de 1959.

## Construcción
Sprinkle creó el Great Stalacpipe Organ durante tres años al encontrar y afeitar las estalactitas adecuadas para producir notas específicas. Luego conectó un mazo para cada estalactita que se activa presionando una tecla asociada en el teclado del instrumento. Las estalactitas se distribuyen a través de aproximadamente 3,5 acres (14 000 m²) de las cavernas, pero se pueden escuchar en cualquier lugar dentro de sus confines de 64 acres (260 000 m²). La consola del órgano fue construida por Klann Organ Supply de Waynesboro, Virginia . El diseño original de la consola presentaba cilindros de conmutación de control de volumen accionados por pedales y rangos de perillas designadas como "Pedal", "Armónico", "Solo" y "Echo" que modificaban la configuración del amplificador, pero esta característica se eliminó posteriormente a favor. de la estética que ofrece amplificar cada nota a un nivel constante. El órgano se puede escuchar en todas las cavernas sin el uso del sistema de altavoces, aunque normalmente no se opera de esta manera cuando está abierto al público.

## Grabaciones
Durante sus primeros tres décadas, discos de vinilo (tanto de 7 pulgadas 33 1 / 3 rpm y 45 RPM) de la Gran Stalacpipe Organ fueron vendidos en la tienda de regalos Luray Caverns. Estas primeras grabaciones incluían a Sprinkle en el manual del órgano. Las grabaciones posteriores de las actuaciones de Sprinkle se vendieron en casete antes de que el organista Monte Maxwell creara sus propios arreglos y grabaciones del órgano, que actualmente se venden en CD en Luray Caverns. Mientras que las grabaciones anteriores de la tienda de regalos se crearon en vivo durante una interpretación del órgano, la grabación de Monte Maxwell se produjo mediante muestreo ; las pistas de esta versión son el resultado de usar un sintetizador para crear cada canción a partir de las muestras originales. Algunos detalles sobre este proceso están disponibles en el folleto que acompaña al CD. En 2011, el colectivo de música finlandés / sueco Pepe Deluxé se convirtió en los primeros artistas en escribir y grabar una composición original en The Great Stalacpipe Organ. Paul Malmström (la mitad del grupo con Jari Salo) tocó y grabó "In The Cave", que aparece en el álbum de Pepe Deluxé, Queen of the Wave.
- Datos: Q7737953
- Multimedia: Great Stalacpipe Organ / Q7737953